# Lavoie Island
Lavoie Island är en ö i Kanada.   Den ligger i territoriet Nunavut, i den östra delen av landet, 2 000 km norr om huvudstaden Ottawa. Arean är 1,2 kvadratkilometer.
Terrängen på Lavoie Island är platt. Öns högsta punkt är 82 meter över havet. Den sträcker sig 1,5 kilometer i nord-sydlig riktning, och 1,5 kilometer i öst-västlig riktning.